# C&A

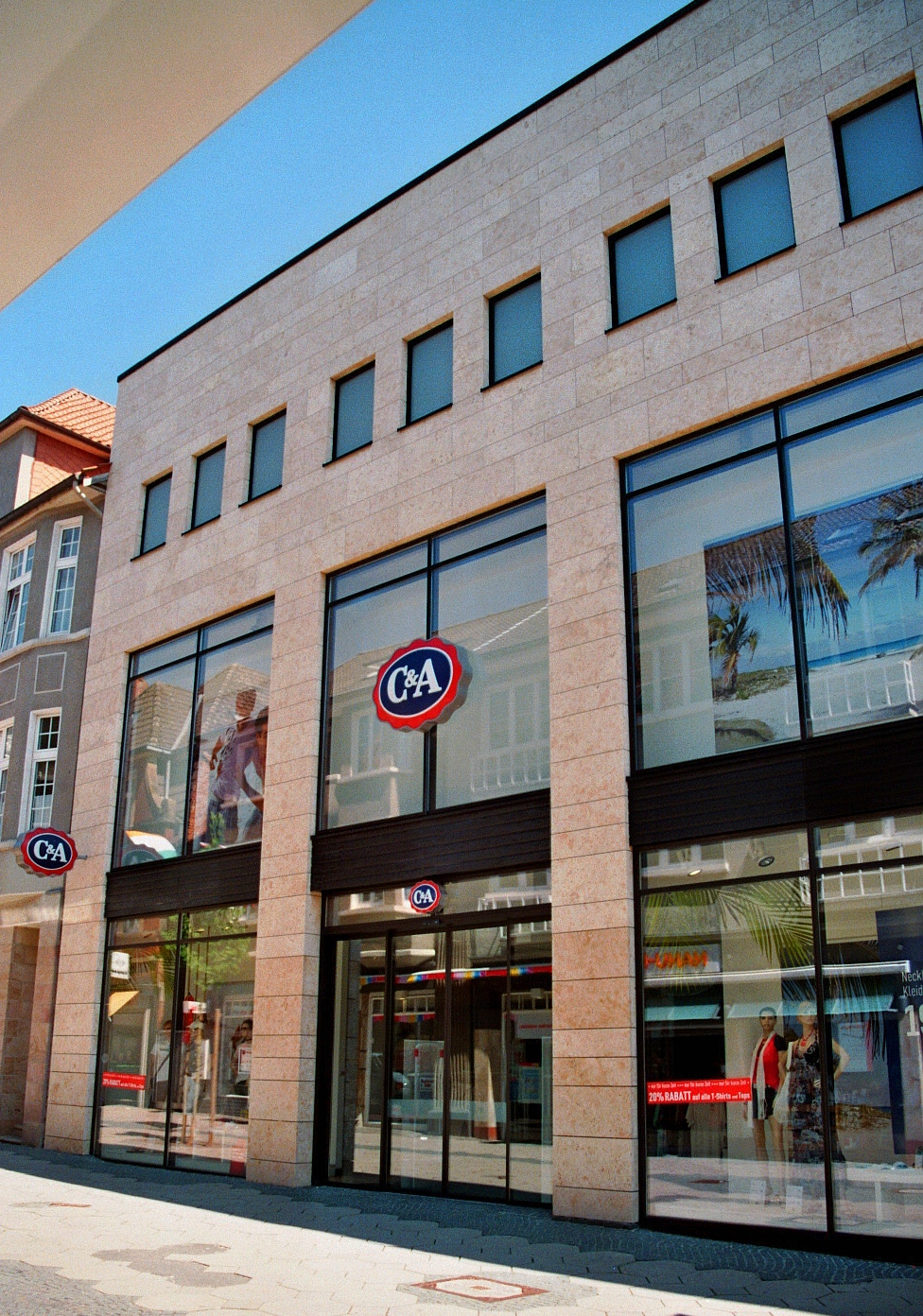
Sklep C&A w Ibbenbüren (Niemcy)

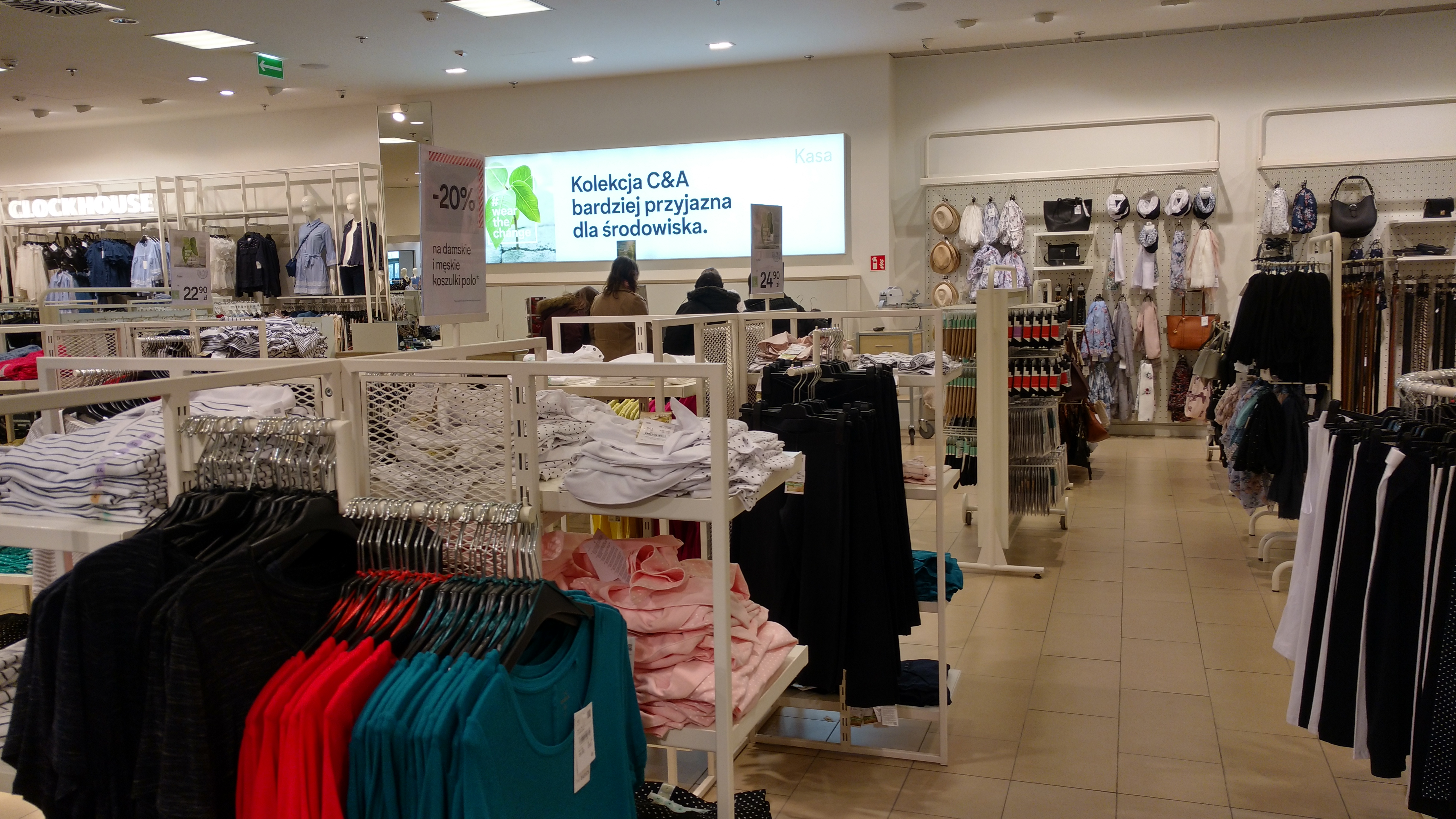
Wnętrze jednego ze sklepów C&A w Polsce

C&A Mode GmbH & Co. KG – międzynarodowa sieć sklepów odzieżowych. Należy do szwajcarskiego holdingu COFRA, kontrolowanego przez rodzinę Brenninkmeijer. W 2002 roku miesięcznik „Forbes” szacował, że 200 członków tej rodziny posiada łącznie majątek rzędu 4 mld USD. Centra operacyjne firmy mieszczą się w Vilvoorde oraz Düsseldorfie.
Nazwa jest skrótem od Clemens & August, czyli imion braci Brenninkmeijer, emigrantów z Westfalii, którzy w 1841 r. w holenderskim mieście Sneek założyli firmę odzieżową. W roku 1861 otworzyli pierwszy sklep C&A, który oferował gotową odzież w różnych rozmiarach i po przystępnych cenach. Członkowie rodziny Brenninkmeijer do dziś obsadzają wszystkie kluczowe stanowiska w firmie i są zobowiązywani do utrzymywania w ścisłej tajemnicy jej działań (łącznie z danymi finansowymi).
Sklepy C&A zlokalizowane są w Austrii, Argentynie, Belgii, Brazylii, Czechach, Francji, Hiszpanii, Holandii, Luksemburgu, Meksyku, Niemczech, na Węgrzech, w Portugalii, Rosji, Szwajcarii, Rumunii oraz Polsce. Firma zatrudnia 32 tys. pracowników w 1050 sklepach. W roku 2000 wycofała się z Wielkiej Brytanii, likwidując 113 sklepów. W 2004 roku wycofała się również ze Stanów Zjednoczonych.
Do C&A należą takie marki jak Angelo Litrico, Canda, Clockhouse, Jinglers, Palomino, Westbury, Yessica oraz Your Sixth Sense.
W czasie II wojny światowej niemiecki oddział spółki korzystał z pracy robotników przymusowych z krajów okupowanych przez III Rzeszę. Przejmował również mienie należące do Żydów i korzystał z taniej siły roboczej w getcie łódzkim.
C&A produkuje w różnych krajach trzeciego świata, często wyzyskując pracowników i w warunkach sprzecznych z prawem. Fabryka Tazreen, która spłonęła w 2012 roku, produkowała w dużej części dla C&A. Odszkodowanie wypłacone ofiarom było poniżej międzynarodowych standardów, co wywołało krytykę.